# برندان بورلو
برندان بورلو (انگلیسی: Brandon Borrello؛ زادهٔ ۲۵ ژوئیهٔ ۱۹۹۵) بازیکن فوتبال اهل استرالیا است.
از باشگاه‌هایی که در آن بازی کرده‌است می‌توان به باشگاه فوتبال بریزبن رور و باشگاه فوتبال کایزرسلاوترن اشاره کرد.
وی همچنین در تیم‌های ملی فوتبال زیر ۲۰ سال، زیر ۲۳ سال و بزرگسالان استرالیا بازی کرده‌است.